# Bronisław Rudowicz

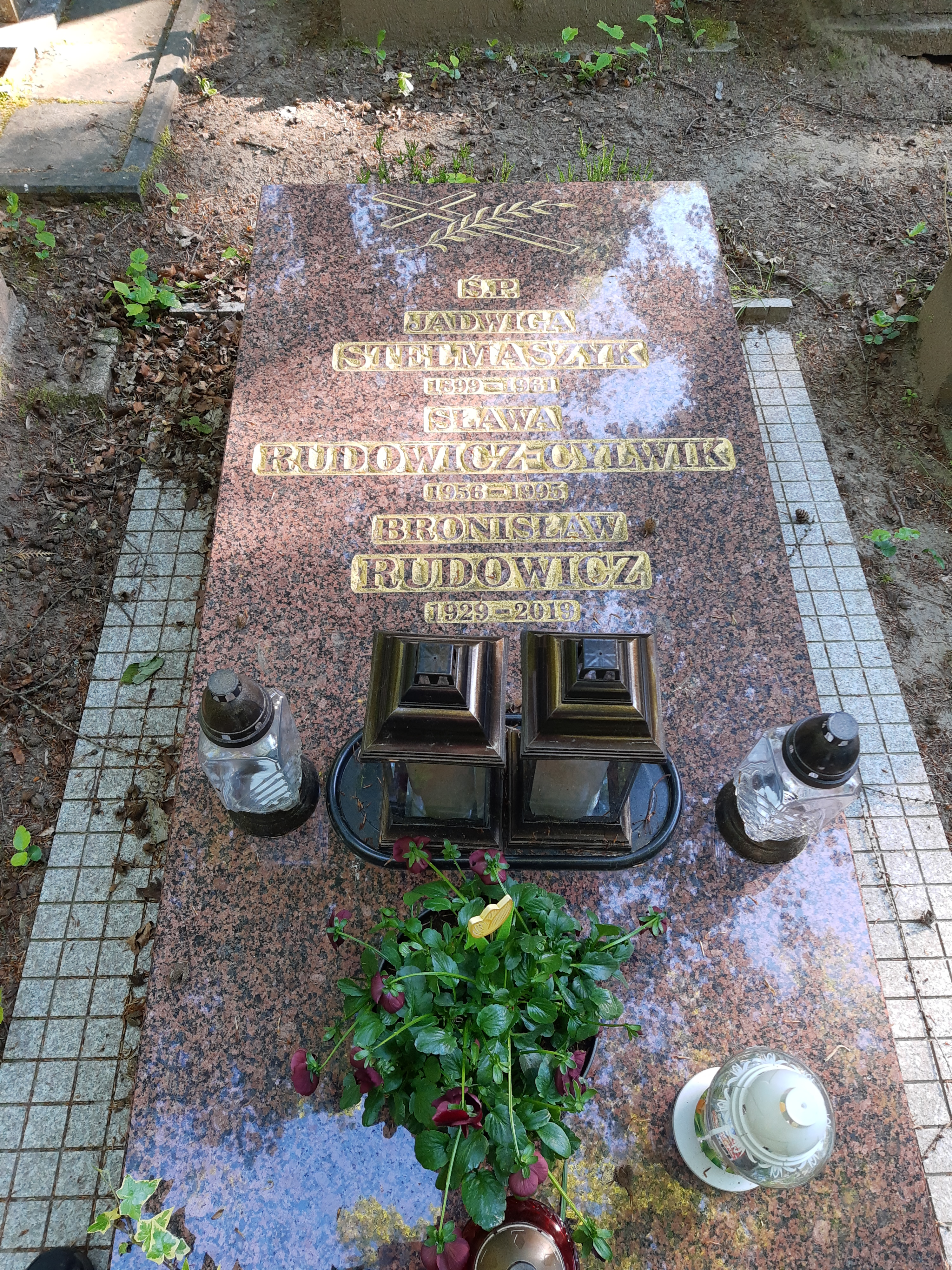
Grób prof. Bronisława Rudowicza na cmentarzu Witomińskim

Bronisław Rudowicz (ur. 26 sierpnia 1929 w Nowogródku, zm. 1 lutego 2019 w Gdyni) – polski ekonomista, profesor nauk ekonomicznych, nauczyciel akademicki Uniwersytetu Gdańskiego, w latach 1982–1984 rektor tej uczelni.

## Życiorys
Syn Stanisława i Jadwigi. W czasie II wojny światowej był deportowany przez władze ZSRR wraz z rodziną do Kazachstanu (zob. Represje ZSRR wobec Polaków i obywateli polskich 1939–1946), gdzie pracował fizycznie w kołchozach i fabrykach.
Po powrocie do Polski studiował w Wyższej Szkole Handlu Morskiego w Sopocie. W 1956 został absolwentem Wyższej Szkoły Ekonomicznej w Sopocie, a w 1957 został zatrudniony w tej uczelni. W 1962 uzyskał stopień naukowy doktora (promotorem pracy pt. Problemy rozwoju gospodarczego krajów gospodarczo słabo rozwiniętych przy uwzględnieniu endogenicznych źródeł rozwoju - na przykładzie Indii był prof. Henryk Edel Kryński), a w 1966 stopień naukowy doktora habilitowanego. Od 1966 był kierownikiem Katedry Ekonomii Politycznej oraz prodziekanem Wydziału Morskiego. Od 1970 pracował w Uniwersytecie Gdańskim, gdzie został dyrektorem Instytutu Ekonomii Politycznej (później Instytut Teorii Ekonomii) oraz dziekanem Wydziału Ekonomiki Transportu (funkcję tę pełnił do 1975). 1 lutego 1972 otrzymał tytuł naukowy profesora nadzwyczajnego, w 1976 profesora zwyczajnego. W latach 1982–1984 był rektorem UG oraz przewodniczący Kolegium Rektorów Uczelni Wyższych Wybrzeża. W 1999 przeszedł na emeryturę. Później był wykładowcą Wyższej Szkoły Bankowej w Gdańsku oraz Wyższej Szkoły Turystyki i Hotelarstwa w Gdańsku.
Był członkiem PZPR, członkiem Wydziału I Nauk Społecznych i Humanistycznych Gdańskiego Towarzystwa Naukowego.
Opublikował łącznie ponad 250 artykułów w pracach i periodykach krajowych oraz zagranicznych. 
Zmarł w Gdyni, pochowany 6 lutego 2019 na cmentarzu Witomińskim (kwatera 72-3-9).

## Publikacje
- Kapitalizm państwowy Indii, WSE, Sopot 1965.
- Kapitalizm państwowy w krajach gospodarczo mniej rozwiniętych ze szczególnym uwzględnieniem Indii. PWN, Warszawa 1973.
- Historia myśli ekonomicznej /współautor/, Ossolineum, Warszawa-Wrocław-Gdańsk 1979.
- Corporations and the National Economy of Developing Countries, Verlag, Berlin 1979.
- Współczesna myśl ekonomiczna /współautor/, PWE, Warszawa 1983.
- Zadłużenia międzynarodowe a rozwój gospodarczy /współautor/, Centrum Badań Nad Zadłużeniem i Rozwojem, Kraków 1991.

## Ordery i odznaczenia
- Krzyż Kawalerski Orderu Odrodzenia Polski
- Złoty Krzyż Zasługi
- Srebrny Medal „Za zasługi dla obronności kraju”
- Brązowy Medal „Za zasługi dla obronności kraju”
- Medal Komisji Edukacji Narodowej
- Złoty Medal Uniwersytetu Gdańskiego „Bene merito et merenti” (2015)[12][13]
- Medal „Za aktywną działalność w upowszechnianiu marksizmu-leninizmu i polityki Partii” (1984)[9]
- Odznaka tytułu honorowego „Zasłużony Nauczyciel PRL”
- Odznaka honorowa „Zasłużonym Ziemi Gdańskiej”

Źródło:.

## Nagrody i wyróżnienia
- Nagroda Ministra Oświaty i Szkolnictwa Wyższego indywidualna dydaktyczna III stopnia (1970)[14]